# Rincón de Beniscornia
Rincón de Beniscornia es una pedanía perteneciente al municipio de Murcia, en la Región de Murcia (España). Cuenta con una población de 992 habitantes (INE 2024) y una extensión de 1,008 km². Se encuentra a unos 4 km del centro de Murcia y se sitúa a una altitud media de 50 metros sobre el nivel del mar.
Sus núcleos de población son Rincón de Beniscornia y los caseríos de La Barca y El Jopo.

## Geografía
Limita con:
|                | Norte: Guadalupe  |                      |
| Oeste: La Ñora | Puntos cardinales | Este: Rincón de Seca |
|                | Sur: La Raya      |                      |

## Historia
En 1981 se segregó de la pedanía de Guadalupe, pasando a constituir una pedanía independiente.

## Cultura
Existe un avanzado desarrollo cultural debido a las actividades del Centro Municipal existente en la pedanía.